# Oleh Pantschuk
Oleh Elpydeforowytsch Pantschuk (ukrainisch Олег Эльпидефорович Панчук, englisch Transkription Oleh Panchuk; * 17. Juli 1932; † 28. Februar 2022 in Czernowitz) war ein sowjetischer bzw. ukrainischer Chemiker und Hochschullehrer an der Nationalen Jurij-Fedkowytsch-Universität Czernowitz.

## Leben
Ab 1949 studierte Pantschuk Chemie an der Staatsuniversität Chernivtsi. 1953 graduierte er zum Bachelor, 1954 Master of Science. Von 1954 bis 1957 war er Aspirant am Institut für Physikalische Chemie. 1958 bei A. Pamfilov zum Ph. D. promoviert, war er drei Jahre Ingenieur des Instituts. 1961 wurde er Assistent, 1965 Assistenzprofessor am Institut für Anorganische Chemie. Dort habilitierte er sich 1988. Seither Professor,
betreute er mehr als 100 Doktorarbeiten, drei Dr. sc.- und vier Ph.D.-Promovenden. Seit fast einem halben Jahrhundert befasste er sich mit der Entwicklung von Solarzellen.
Nachdem er von 1996 bis 1999 selbst Stipendiat war, war er Betreuer der Copernicus-Stipendiaten.

## Politik
Ab Januar 1989 engagierte sich Pantschuk in der ukrainischen Politik, zuerst in der Gesellschaft für ukrainische Sprache, dann ab August 1989 als Vorstandsmitglied der regionalen Narodni Ruch, die er von 1990 bis 1994 leitete.
Im Zeitraum von 1989 bis 2010 publizierte er 40 politische Artikel und Aufsätze. Die letzte Veröffentlichung erschien im Januar 2010. Der Titel ER und SIE bezog sich auf die Präsidentschaftskandidaten Wiktor Janukowytsch und Julija Tymoschenko.

## Interessen
Außer an Politik war Pantschuk an Literatur und Philatelie interessiert. Er sprach sieben Sprachen: Ukrainisch, Russisch, Englisch, Französisch, Deutsch, Polnisch und Rumänisch.
Er war  bis 2010 Direktor des Bukowina Zentrums.

„Anknüpfend an die polyethnische und multikulturelle Vergangenheit der Region Bukowina freuen wir uns über jeden, der gemeinsam mit uns den Weg für ein lebendiges und geeintes Europa bereitet.“

## Letzte Fachpublikationen
- mit Fochuk P, Verzhak Y: Self-compensation processes in CdTe, in: Crystals, Physica Status Solidi (b) 244 (2007), S. 1655–1661
- mit Fochuk P, Grill R, Kadys A, Jarasiunas K, Verstraeten D, Feychuk P, Parfenyuk O: High temperature electrical properties of CdTe<Pb> crystals under Te saturation. Physica Status Solidi (b) 244 (2007), S. 1720–1726
- mit Grill R, Belas E, Bugár M, Höschl P, Nahlovskyy B, Fochuk P, Bolotnikov AE, James RB: Multi-Species Diffusion in CdTe // TNS 56 (2009), S. 1763–1767
- mit Bolotnikov A, James RB: Dopant Content and Thermal Treatment of Cd1-xZnxTe, in: Effects on Point-Defect Structures // TNS 56 (2009), S. 1784–1790
- mit Fochuk P: Experimental identification of the point defects // CdTe and Related Compounds: Physics, Defects, Hetero- and Nano-structure, Crystal Growth, Surfaces and Applications, in: R. Triboulet, P. Siffert (Hg.), Bd. 1, S. 292–307, 2010
- mit Fochuk P: Doping // CdTe and Related Compounds: Physics, Defects, Hetero- and Nano-structure, Crystal Growth, Surfaces and Applications, in: R. Triboulet, P. Siffert (Hg.), Bd. 1, S. 309–362, 2010